# Dichochrysa genei
Dichochrysa genei är en insektsart som först beskrevs av Jules Pièrre Rambur 1842.  Dichochrysa genei ingår i släktet Dichochrysa och familjen guldögonsländor. Inga underarter finns listade i Catalogue of Life.